# Ilex maclurei
Ilex maclurei är en järneksväxtart som beskrevs av Elmer Drew Merrill. Ilex maclurei ingår i släktet järnekar, och familjen järneksväxter. Inga underarter finns listade i Catalogue of Life.